# María Papadaki
María Papadaki –en griego, Μαρία Παπαδάκη– es una deportista griega que compitió en vela en la clase Mistral. Ganó una medalla de bronce en el Campeonato Europeo de Mistral de 2006.

## Palmarés internacional
| \| Campeonato Europeo \| Campeonato Europeo \| Campeonato Europeo \| Campeonato Europeo \| \| Año \| Lugar \| Medalla \| Clase \| \| ------------------ \| ------------------ \| ------------------ \| ------------------ \| \| 2006 \| Palermo (Italia) \| Medalla de bronce \| Mistral \| |                  |                   |         |
| Campeonato Europeo |                  |                   |         |
| Año | Lugar            | Medalla           | Clase   |
| 2006 | Palermo (Italia) | Medalla de bronce | Mistral |